# Ateas
Ateas, né vers 429, mort en 339 av. J.-C., est décrit par des sources grecques et romaines comme l'un des rois les plus puissants des Scythes. Il a perdu la vie, et son empire, lors du conflit avec Philippe II de Macédoine. Son nom apparaît aussi comme Atheas, Ateia, Ataias et Ateus.

## Unification des Scythes
Il demeure incertain si Ateas était ou non en connexion avec la dynastie royale des Scythes. La plupart des historiens le voient plutôt comme un usurpateur qui déposa les autres rois scythes et élimina les divisions tripartites traditionnelles de la société scythe autour de 400 av. J.-C. Dans les années 340, il avait uni sous son contrôle les tribus scythes habitant le vaste territoire situé entre le Danube et les marais Maeotien (Palus Maeotis). Sa capitale supposée fut découverte par des archéologues soviétiques près de la ville de Kamianka-Dniprovska sur le fleuve Dniepr.
Plutarque raconte plusieurs anecdotes sur la personnalité d'Ateas et son attitude envers la culture grecque: « Ateas fit prisonnier Isménias, un excellent joueur de flûte et lui ordonna de jouer ; et quand d'autres lui firent éloge, il s'exclama qu'il était plus agréable d'entendre un cheval hennir. Ateas écrivit à Philippe : Vous régnez sur les Macédoniens, des hommes qui ont appris comment se battre ; et moi sur les Scythes, qui peuvent combattre affamés et assoiffés ».

## Conflit avec la Macédoine
Vers la fin de sa vie, Ateas en vint à contester de plus en plus la sphère d'influence Gréco-Macédonienne dans les Balkans. Des sources grecques décrivent sa campagne contre les Histriens en Thrace. Au début, Ateas eut l'idée prudente de demander le support de la Macédoine. Lorsque les troupes de Philippe arrivèrent en Scythie, elles furent renvoyées avec mépris : le roi des Histriens était déjà mort et les actions militaire terminées. Un autre incident eut lieu entre Philippe et Ateas lors du siège de Byzance de ce premier ; les Scythes refusèrent de donner des provisions aux troupes macédoniennes sous prétexte de pauvreté de leurs propres terres.
Ces incidents anodins avec Ateas donnèrent à Philippe une raison pour l'invasion du domaine de ce premier. Le casus-belli vint lorsque les Scythes refusèrent à Philippe le droit de consacrer une statue d'Hercule dans l'estuaire du Danube. En 339 av. J.-C., les deux armées s'affrontèrent sur les plaines de Dobroudja. Ateas, alors âgé de 90 ans, fut tué au combat et son armée mise en déroute. Il semble que Philippe ait été aussi blessé et son cheval mourut en bataille.
La paix fut rétablie au prix de 20 000 femmes scythes et autant de chevaux donnés aux Macédoniens. À la suite de cette défaite, l'empire de Ateas s'écroula entièrement. Les Scythes perdirent leur position dominante dans les steppes du Pont durant deux siècles, jusqu'au règne de Scilurus au IIe siècle av. J.-C.